# Ganim
Ganim (hebrejsky גַּנִּים‎, doslova  „Zahrady“, podle biblického názvu nynějšího palestinského města Džanín, například Kniha Jozue 15,34 – „Én-ganím“) byla izraelská osada na Západním břehu Jordánu v distriktu Judea a Samaří a v Oblastní radě Šomron, která byla roku 2005 vyklizena v rámci plánu jednostranného stažení. Ganim se nacházela v nadmořské výšce cca 240 metrů na severním okraji Samařska a Samařské hornatiny, necelé 3 kilometry jihovýchodně od města Džanín, cca 75 kilometrů severně od historického jádra Jeruzalému a cca 67 kilometrů severovýchodně od centra Tel Avivu. Vesnice Ganim byla na dopravní síť Západního břehu Jordánu napojena pomocí lokální silnice číslo 6010, která umožňovala obejít aglomeraci Džanínu a napojit se na silnici číslo 60 – hlavní severojižní dopravní osu Samařska, která pak vedla dále k severu, za Zelenou linii do Jizre'elského údolí v severním Izraeli. Ganim byla izolovanou izraelskou osadou, obklopenou na všech stranách palestinskými sídly. Jedinou další izraelskou osadou v jejím okolí byla malá vesnice Kadim cca 2 kilometry na západě.

## Dějiny
Vesnice Ganim byla založena v roce 1983 skupinou aktivistů napojených na organizaci Betar jako pokus o posílení izraelských demografických pozic v severním výběžku Samařska. V obci fungovalo předškolní zařízení pro děti. Osada se nikdy populačně příliš nerozvinula. Ještě v roce 2000 tu sice byla zahájena výstavba 9 nových domů. Během Druhé intifády byla ovšem obec vystavena častým útokům Palestinců a prohloubila se její izolace. 28. června 2001 byla nedaleko Džanínu zastřelena místní obyvatelka Jekatěrina Weintraubová, když na její automobil vystřelil palestinský útočník. Počátkem 21. století byla navíc obec Ganim ponechána vně Izraelské bezpečnostní bariéry, která v této oblasti vyrostla mnohem blíže k Zelené linii. V srpnu 2005 byl realizován plán jednostranného stažení prosazovaný vládou Ariela Šarona. V jeho rámci měli být z Pásma Gazy a ze severního Samařska staženi izraelští civilní osadníci. V severním Samařsku se to týkalo obcí Ganim, Kadim, Chomeš a Sa-Nur. Plán byl skutečně proveden a všechny čtyři vesnice byly opuštěny. Izraelská armáda si ovšem podržela kontrolu nad oblastmi těchto bývalých osad. Už před evakuací osad vyklidila ale armáda malou základnu, která se nacházela u silnice číslo 6010 mezi osadami Ganim a Kadim.

## Demografie
Obyvatelstvo Ganim bylo v databázi Yesha popisováno jako sekulární. Vesnice trvale zůstala populačně nevýznamnou. Během Druhé intifády se navíc dostavila stagnace a mírný pokles počtu obyvatel. K 31. 12. 2004 zde žilo 147 obyvatel, během roku 2004 se populace obce zvýšila o 5,8 %.
| Rok            | 1994 | 1999 | 2000 | 2001 | 2002 | 2003 | 2004 |
| -------------- | ---- | ---- | ---- | ---- | ---- | ---- | ---- |
| Počet obyvatel | 136  | 149  | 158  | 152  | 147  | 139  | 147  |